# فرهنگستان علوم پزشکی
فرهنگستان علوم پزشکی جمهوری اسلامی ایران سازمانی است که با هدف نیل به استقلال علمی و فرهنگی و توسعه علوم و فنون پزشکی و تقویت روح پژوهش و ارتقای سطح علوم پزشکی کشور و دستیابی به آخرین یافته‌ها و نوآوری‌ها در عرصه دانش پزشکی از طریق فعالیت‌های جمعی و جذب حمایت از دانشمندان و محققان برجسته و تشویق آنان، در پانزدهم دیماه ۱۳۶۶ به تصویب شورای عالی انقلاب فرهنگی رسید و سه روز بعد (با تصویب در مجلس شورای اسلامی) آغاز به کار نمود.

## تاریخچه
تشکیل فرهنگستان ابتدا در شورای عالی انقلاب فرهنگی (۱۵ دی ۱۳۶۶) و سپس در مجلس شورای اسلامی (۱۸ دی ۱۳۶۶) به تصویب رسید. اساسنامه فرهنگستان دوبار در سالهای ۱۳۷۴ و ۱۳۷۹ توسط شورای عالی انقلاب فرهنگی مورد بازنگری قرار گرفته است. یکی از مهمترین تغییرات اساسنامه تصویب هیأت امناء مشترک فرهنگستان‌ها بوده است.

## ارکان فرهنگستان
ارکان فرهنگستان عبارت است از:
- رئیس‌جمهور در مقام ریاست عالیه فرهنگستانها
- هیئت امنا متشکل از معاون اول رئیس‌جمهور به عنوان ریاست هیئت امنا، رؤسا و دبیران فرهنگستانها و دو نماینده از هر فرهنگستان، و وزرای علوم تحقیقات و فناوری و بهداشت و درمان و آموزش پزشکی
- مجمع عمومی (متشکل از اعضای علمی پیوسته)؛ مجمع عمومی حداقل سالی چهاربار (فصلی) تشکیل جلسه می دهد
- رئیس فرهنگستان
- شورای علمی (رئیس فرهنگستان و رؤسای گروه‌های علمی)
- دبیر
- معاون علمی

## گروه‌های علمی
گروه‌های علمی فرهنگستان علوم پزشکی عبارتند از:
1. گروه آموزش
2. گروه آینده نگری و نظریه پردازی
3. گروه ارتقاء سلامت
4. گروه بالینی
5. گروه بهداشتی و تغذیه
6. گروه پایهٔ پزشکی
7. گروه پیراپزشکی
8. گروه پژوهش
9. گروه حکمت، طب سنتی و طب دوران تمدن اسلامی
10. گروه دارویی
11. گروه دندان‌پزشکی
12. گروه سلامت اجتماعی
13. گروه سلامت روان
14. گروه سلامت زنان
15. گروه سلامت معنوی
16. گروه سلامت و همکاریهای بین‌الملل
17. گروه فلسفه و اخلاق پزشکی
18. گروه قرآن، عترت و سلامت

## ریاست فرهنگستان
ریاست فرهنگستان علوم پزشکی جمهوری اسلامی از ابتدای کار با ایرج فاضل بود تا در ۱۸ آذر ۱۳۸۸ به پیشنهاد محمود احمدی‌نژاد و تصویب شورای عالی انقلاب فرهنگی این منصب به سید علیرضا مرندی سپرده شد.

## اعضاء فرهنگستان
فرهنگستان دارای اعضای "پیوسته"، "وابسته" و "افتخاری" (ایرانیان داخل و خارج کشور) است که با پیشنهاد رئیس فرهنگستان یا حداقل پنج تن از اعضای مجمع و با تصویب مجمع عمومی، با حکم رئیس فرهنگستان، به عضویت فرهنگستان پذیرفته می‌شوند. عضویت اعضای پیوسته و افتخاری مادام‌العمر است.
- اعضای پیوسته باید ایرانی و ملتزم به رعایت قوانین جمهوری اسلامی ایران باشند. همچنین، این اعضا باید حداقل دارای درجهٔ دانشیاری یا رهبری پژوهش باشند.

دانشمندان برجستهٔ بین‌المللی که به عضویت افتخاری فرهنگستان پذیرفته می‌شوند، وظیفه‌ای در فرهنگستان ندارند و انتخاب ایشان به احترام مقام علمی‌شان است. عضویت اعضای وابسته برای مدت چهار سال خواهد بود.
در حال حاضر فرهنگستان علوم پزشکی دارای ۷۴ عضو پیوسته و ۹۱ عضو وابسته می‌باشد (برای اطلاع از اسامی اعضا به بخش پیوند به بیرون مراجعه کنید)

## انتشارات و همایش ها
فرهنگستان علاوه بر انتشار کتاب های مختلف، از سال ۱۹۹۸ میلادی یک نشریه با نام "Archive of Iranian Medicine (AIM)" به زبان انگلیسی منتشر می کند که در ISI، pubmed و scopus نمایه می شود
- مجلاتی که به زبان فارسی منتشر میشود:

1. فرهنگ و ارتقای سلامت: فصلنامه علمی-پژوهشی از زمستان ۱۳۹۶
2. طب سنتی اسلام و ایران: فصلنامه از سال ۱۳۸۹
3. گزیده ای از تازه های پزشکی (جراحی عمومی و تخصصی): دوماهنامه از سال ۱۳۷۸
4. خبرنامه: فصلنامه از سال ۱۳۷۷
5. گزیده ای از تازه های پزشکی (بیماریهای داخلی و کودکان): دوماهنامه از سال ۱۳۷۴

جشنواره علمی که در بیست سال اول تاسیس فرهنگستان، گاهگاهی برگزار می‌شد و جوایزی به پژوهشگران و دانشمندان برجستهٔ رشته‌های علوم پزشکی اهدا می‌کرد از سال ۱۳۸۶ به طور سالانه برگزار می شود و در چهار بخش برگزیدگان را انتخاب می کند:
- جایزه نورالدین هادوی: انتخاب پژوهش برتر پزشکی در سه بخش مقالات برتر، مرکز تحقیقاتی برتر و پژوهشگر جوان
- جایزه فریدون عزیزی: انتخاب دانشمند برگزیده دهه اخیر
- جایزه سید علیرضا مرندی یا جایزه ملی سلامت: به صاحبنظران و دانشمندان عرصه سلامت
- منتخبان گروههای علمی فرهنگستان